# Saša Spačal
Saša Spačal, slovenska intermedijska umetnica, grafična oblikovalka, raziskovalka živih sistemov in bioumetnica, * 1978.
Saša Spačal živi in dela v Ljubljani, njena dela pa so bila predstavljena tudi na številnih mednarodnih razstavah, festivalih in prizoriščih. Kot soavtorica dela Myconnect je skupaj z Mirjanom Švageljem in Anilom Podgornikom prejela častno omembo na Ars Electronica Prix 2015.
Je tudi ena od vodilnih članic inciative ČIPke, ki raziskuje situacijo žensk v znanstveno tehničnem kontekstu in intermedijski umetnosti, ter članica glasbenega kolektiva Theremidi orchestra, audio-vizualne "naredi-sam" skupnosti.